# Komisionářská smlouva
Komisionářská smlouva (Komise) je podle občanského zákoníku definována jako smlouva, kterou se komisionář zavazuje obstarat pro komitenta vlastním jménem, ale na jeho účet určitou záležitost, a komitent se zavazuje zaplatit mu odměnu.
Komisionářská smlouva se tak používá tam, kde komitent "nechce být viděn" nebo nemůže být smluvní stranou. Smlouva se řídí zásadně dispozitivní úpravou komise a dále subsidiárně použitelnou úpravou příkazu, který je upraven ve všech právních řádech kontinentální Evropy.

## Základní znaky
Komisionářská smlouva patří mezi smlouvy, které se sjednávají zejména k jednorázovému účelu, na zprostředkování prodeje. Nevylučuje se, že předmětem závazku komisionáře může být i určitá trvalá činnost, pak se na tento vztah použijí také ustanovení smlouvy o obchodním zastoupení. Je třeba rozeznávat rozdíl mezi smlouvou komisionářskou, mandátní a příkazní. V tomto případě se jedná o smlouvu příkazního typu, přesněji o dvoustranný rovný konsensuální kontrakt. To znamená, že k uzavření komisní smlouvy je třeba souhlasného projevu vůle alespoň dvou stran, které mají vůči sobě vzájemná práva a povinnosti a jejich závazek vzniká již samotnou účinností smlouvy. Pojmovými znaky komisionářské smlouvy jsou jednak závazek komisionáře obstarat vlastním jménem na účet komitenta konkrétní záležitost (jde tedy o nepřímé zastoupení) a jednak závazek komitenta poskytnout komisionáři za tuto činnost úplatu. 
Dále je potřeba si ujasnit rozdíl mezi komisí a komisionářskou smlouvou. Komise je závazek, tedy právní vztah mezi stranami, jehož obsahem jsou jejich vzájemná práva a povinnosti. Tento vztah je následkem právního jednání v podobě komisionářské smlouvy, jež je uzavírána mezi komitentem a komisionářem.  

## Práva a povinnosti

### Komisionář
Obsah komise coby závazku je tvořen právy a povinnostmi komisionáře spolu s právy a povinnostmi komitenta. Smlouva má fiduciární charakter, to znamená, že komisionář musí příkaz plnit poctivě a pečlivě a dbát pokynů komitenta. Odchýlit se od nich může jen za předpokladu, že je to v zájmu komitenta a není možné si od něj včas vyžádat souhlas. V opačném případě není komitent povinen takové jednání uznat za provedené na svůj účet a práva či povinnosti vůči třetí osobě vznikají přímo komisionáři samotnému. Pokud se komisionáři podaří záležitost vyjednat za výhodnějších podmínek, než jaké byly předem domluveny, náleží prospěch komitentovi. Pro pokyny komitenta nevyžaduje NOZ písemnou formu, mohou být tedy udělovány i ústně. Jako i v případě jiných příkazních smluv je povinností komisionáře splnit povinnost zásadně osobně; nicméně není-li to možné, může ke splnění závazku ze smlouvy použít i jinou osobu. Před zařízením záležitosti je komisionář povinen seznámit komitenta s každou okolností, která může mít vliv na změnu komitentových příkazů. Po zařízení záležitosti je komisionář povinen podat komitentovi o plnění příkazu zprávu (tato zpráva nemusí mít písemnou formu) a také provést vyúčtování. Součástí zprávy musí být označení osoby, se kterou komisionář smlouvu uzavřel. Pokud je zařizovaná záležitost ujednána s jinou osobou, než se kterou bylo dohodnuto, ručí komisionář za splnění povinnosti osobou, se kterou smlouvu uzavřel. Pokud třetí osoba neplní povinnosti ze smlouvy, komisionář má právo toto plnění vymáhat (na účet komitenta), avšak za takové jednání (zda třetí osoba skutečně plní svůj závazek, tedy zda bude zařizovaná záležitost realizována) nenese komisionář odpovědnost. V neposlední řadě je komisionář povinen převést na komitenta práva a povinnostmi nabytými v souvislosti se zařizováním záležitosti. 

#### Jakost plnění komisionáře
V rámci komise svěřuje komitent komisionáři obstarání záležitosti zpravidla proto, že komisionář disponuje určitými znalostmi či schopnostmi, které jsou pro kladné vyřízení záležitosti důležité. Avšak to nutně neznamená, že komisionář musí svých schopností náležitě využít. Jelikož je komisionářská smlouva považována za smlouvu o výsledku, bude se problematika řádného plnění řídit především hmotným nebo nehmotným výsledkem činnosti. Jestliže výsledek nebude odpovídat požadovaném rozsahu, nastupuje jakost plnění komisionáře coby kvalitativní kritérium hodnocení jeho činnosti. Pokud jakost plnění nedosáhne smlouvou (nebo  zákonem) vyžadované úrovně, jedná se ze strany komisionáře o vadné plnění a komisionář se stává odpovědným za zůsobenou škodu. Taktéž komitentovi vznikají nároky z vadného plnění.

### Komitent
Stejně jako komisionář, má i komitent řadu práv a povinností. Mezi ně patří, že zároveň s odměnou je komitent povinen komisionáři uhradit náklady, které komisionář účelně vynaložil při obstarání záležitosti, avšak bývá zvykem, že jsou tyto náklady v odměně již zahrnuty. Účelně vynaloženými náklady lze rozumět např. skladné, přepravné apod. K movitým věcem svěřeným komisionáři k prodeji má komitent vlastnické právo, dokud je nenabude třetí osoba. Vlastnické právo k movitým věcem získaným pro komitenta získává komitent již při předání věci komisionáři. Komisionář je pouze skladovatelem. Komitent je také povinen zprostit komisionáře povinností, které při plnění smlouvy převzal. Ohledně plnění záležitostí třetí osobou, komitent nemůže požadovat na komisionáři splnění závazku třetí osoby bez tohoto, že by tento závazek splnila třetí osoba vůči komisionáři. Z toho NOZ jmenuje následující výjimky: 
- V případě, že komisionář porušil příkazy komitenta týkající se osoby, s níž měla být smlouva na účet komitenta uzavřena, stává se komisionář ze zákona ručitelem komitenta.
- V případě prodávání věci, kdy komisionář prodá věc za nižší cenu, než je předem domluvena, je komisionář povinen zaplatit komitentovi rozdíl v ceně. To ovšem neplatí, pokud komisionář prokáže, že věc za danou cenu nemohla být prodána.
- V případě koupi věci, kdy komisionář koupí věc za vyšší cenu, než je předem domluvena, může komitent odmítnout koupi, jako by se nebyla stala na jeho účet, pokud se mu komisionář zároveň s podáním zprávy o koupi nezavázal zaplatit rozdíl v ceně.

### Ve vztahu k třetím osobám
Z pojmového vymezení komisionářské smlouvy, kdy komisionář jedná vlastním jménem (což často znamená, že druhá strana netuší, že komisionář jedná jako komisionář), vyplývá, že z jednání komisionáře nevznikají komitentu ve vztahu k třetím osobám ani práva ani povinnosti. Komitent je ovšem oprávněn na třetí osobě požadovat plnění, které bylo sjednáno komisionářem, v případě, že komisionář není schopen toto plnění sám zajistit (např. při úmrtí komisionáře). V tomto případě však musí komitent existenci komisionářského vztahu třetí osobě prokázat. 
Jestliže osoba, se kterou komisionář uzavřel smlouvu při zařizování záležitosti, poruší své závazky, je komisionář povinen na účet komitenta splnění těchto závazků vymáhat. 

## Náležitosti smlouvy
- Přesné označení smluvních stran
- Přesné určení zařizované záležitosti
- Závazek komisionáře obstarat vlastním jménem pro komitenta na jeho účet určitou záležitost
- Závazek komitenta k úplatě

Komisionářská smlouva je svou povahou úplatná. Sjednání úplaty však není povinným obsahem smlouvy, pokud by si tedy strany ve smlouvě výši odměny nesjednaly, pak má komisionář právo na odměnu, která je přiměřená vykonané činnosti a dosaženému výsledku. 

## Možná rizika
Nabytí věci v komisním prodeji je spojeno s rizikem pro kupujícího. Jestliže je totiž komisionář podnikatelem (což zpravidla bývá), nese kupující nebezpečí, že svěřil-li komitent k prodeji neoprávněně cizí (často ukradenou) věc, nebude se kupující moci dovolat své dobré víry při nabytí (§1109 a 1111 o.z.).  Bude muset koupenou věc vydat pravému vlastníkovi (§1110 o.z.). Z toho plyne nutnost zvýšené opatrnosti při nakupování v zastavárnách a podobných podnicích.

## Využití smlouvy
Nejčastěji  bude  obstarávání  záležitosti  spočívat  v právním  jednání,  jako  je  uzavírání smluv,  popř.  ve  faktickém  jednání,  jež  k následnému  právnímu  jednání  směřuje  (např. monitoring  trhu).  Z hospodářského  hlediska  je  nevýznamnější  využití  komise  pro uzavírání kupních smluv, např. na trhu investičních služeb, při aukcích s uměleckými předměty a starožitnostmi, při prodeji tisku atd.
- Nejjednodušším příkladem je komisní prodej v bazaru, kdy majitel bazaru je zástupcem prodávajícím zboží majitelů a na prodej má marži.
- Dárkové zboží, které výrobce (komitent) předá prodejci (komisionář) takzvaně „do komise“. Prodejce za zboží v tu chvíli neplatí, přijímá ho na svůj sklad, ale zboží zůstává majetkem výrobce.